# Denys Antoine Chahda
Denys Antoine Chahda (* 19. August 1946 in Aleppo, Syrien) ist syrisch-katholischer Erzbischof von Aleppo.

## Leben
Denys Antoine Chahda wurde am 1. Juli 1973 zum Priester der syrisch-katholischen Erzeparchie Aleppo geweiht.
Am 28. Juni 2001 ernannte ihn Papst Johannes Paul II. zum syrisch-katholischen Exarchen von Venezuela und am 13. September 2001 zum syrisch-katholischen Erzbischof von Aleppo. Der syrisch-katholische Patriarch von Antiochien, Ignatius Pierre VIII. Abdel-Ahad, spendete ihm am 16. Dezember desselben Jahres die Bischofsweihe; Mitkonsekratoren waren der Bischof der Eparchie Our Lady of Deliverance of Newark, Joseph Younan, und der emeritierte Erzbischof der syrisch-katholischen Erzeparchie Aleppo, Denys Raboula Antoine Beylouni.